# Дискографія Chamillionaire
Нижче наведено дискографію американського репера Chamillionaire.

## Студійні альбоми
| Назва                                                                  | Деталі альбому                                                                                     | Найвищі чартові позиції | Найвищі чартові позиції | Найвищі чартові позиції | Найвищі чартові позиції | Найвищі чартові позиції | Сертифікації                      |
| Назва                                                                  | Деталі альбому                                                                                     | US                      | US R&B                  | NZ                      | SWI                     | UK                      | Сертифікації                      |
| ---------------------------------------------------------------------- | -------------------------------------------------------------------------------------------------- | ----------------------- | ----------------------- | ----------------------- | ----------------------- | ----------------------- | --------------------------------- |
| The Sound of Revenge                                                   | - Випущений: 22 листопада 2005 - Лейбл: Chamillitary, Universal - Формат: CD, цифрове завантаження | 10                      | 2                       | 11                      | —                       | 22                      | - RIAA: Платиновий - BPI: Золотий |
| Ultimate Victory                                                       | - Випущений: 18 вересня 2007 - Лейбл: Chamillitary, Universal - Формат: CD, цифрове завантаження   | 8                       | 3                       | —                       | 65                      | 91                      |                                   |
| «—» означає, що запис не потрапив до чарту чи не був виданий у країні. | |                         |                         |                         |                         |                         |                                   |

## Спільні альбоми
| Get Ya Mind Correct (разом з Полом Воллом)                             | - Випущений: 25 червня 2002 - Лейбл: Paid in Full Entertainment - Формат: CD, LP, цифрове завантаження | — | 67 | — | - США: 150 тис. |
| Controversy Sells (разом з Полом Воллом)                               | - Випущений: 5 січня 2005 - Лейбл: Paid in Full Entertainment - Формат: CD, LP, цифрове завантаження   | — | 50 | — |                 |
| «—» означає, що запис не потрапив до чарту чи не був виданий у країні. | |   |    |   |                 |

## Міні-альбоми
| Ammunition                                                             | - Випущений: 20 березня 2012 - Лейбл: Chamillitary Entertainment - Формат: CD, цифрове завантаження | — | —  | —  |
| Elevate                                                                | - Випущений: 12 лютого 2013 - Лейбл: Chamillitary Entertainment - Формат: CD, цифрове завантаження  | — | —  | —  |
| Reignfall                                                              | - Випущений: 23 липня 2013 - Лейбл: Chamillitary Entertainment - Формат: CD, цифрове завантаження   | — | 40 | 24 |
| «—» означає, що запис не потрапив до чарту чи не був виданий у країні. | |   |    |    |

## Компіляції
| Greatest Hits                                                          | - Випущений: 2003 - Лейбл: Push Recordz - Формат: CD                                     | — | — | — |
| Chamillitary (разом з The Color Changin' Click)                        | - Випущений: 2005 - Лейбл: Chamillitary Entertainment - Формат: CD, цифрове завантаження | — | — | — |
| «—» означає, що запис не потрапив до чарту чи не був виданий у країні. |                                                                                          |   |   |   |

## Мікстейпи
| Назва                            | Деталі альбому                                                                     |
| -------------------------------- | ---------------------------------------------------------------------------------- |
| The Mixtape Messiah              | - Випущений: 15 лютого 2004 - Лейбл: Самовидання - Формат: CD                      |
| Houston We Have a Problem!!      | - Випущений: 14 червня 2005 - Лейбл: BCD Music Group - Формат: CD                  |
| The Truth                        | - Випущений: 2005 - Лейбл: Самовидання - Формат: CD                                |
| Man on Fire                      | - Випущений: 2005 - Лейбл: Самовидання - Формат: CD                                |
| Big Business (разом зі Stat Quo) | - Випущений: 15 березня 2005 - Лейбл: Chamillitary, Grown Man Music - Формат: CD   |
| Mixtape Messiah 2                | - Випущений: 24 грудня 2006 - Лейбл: Самовидання - Формат: Цифрове завантаження    |
| Chamillitary Therapy             | - Випущений: 2006 - Лейбл: Самовидання - Формат: CD                                |
| Mixtape Messiah 3                | - Випущений: 18 липня 2007 - Лейбл: Самовидання - Формат: Цифрове завантаження     |
| Mixtape Messiah 4                | - Випущений: 27 серпня 2008 - Лейбл: Самовидання - Формат: CD                      |
| Mixtape Messiah 5                | - Випущений: 2008 - Лейбл: Самовидання - Формат: CD                                |
| Hangin' wit' Mr. Koopa           | - Випущений: 2009 - Лейбл: Самовидання - Формат: CD                                |
| Mixtape Messiah 6                | - Випущений: 2009 - Лейбл: Самовидання - Формат: CD                                |
| I Am Legend: Greatest Verses     | - Випущений: 2009 - Лейбл: Самовидання - Формат: CD                                |
| Mixtape Messiah 7                | - Випущений: 4 серпня 2009 - Лейбл: Самовидання - Формат: Цифрове завантаження, CD |
| Major Pain                       | - Випущений: 2010 - Лейбл: Самовидання - Формат: Цифрове завантаження              |
| Major Pain 1.5                   | - Випущений: 2011 - Лейбл: Самовидання - Формат: Цифрове завантаження              |
| Badazz Freemixes                 | - Випущений: 2011 - Лейбл: Самовидання - Формат: Цифрове завантаження              |
| Badazz Freemixes 2               | - Випущений: 2011 - Лейбл: Самовидання - Формат: Цифрове завантаження              |
| Greatest Verses, Vol. 2          | - Випущений: 2014 - Лейбл: Самовидання - Формат: Цифрове завантаження              |

## Сингли

### Власні
| Назва                                                                  | Рік  | Найвищі чартові позиції | Найвищі чартові позиції | Найвищі чартові позиції | Найвищі чартові позиції | Найвищі чартові позиції | Найвищі чартові позиції | Найвищі чартові позиції | Найвищі чартові позиції | Найвищі чартові позиції | Найвищі чартові позиції | Сертифікації          | Альбом               |
| Назва                                                                  | Рік  | US                      | US R&B                  | US Rap                  | AUS                     | CAN                     | GER                     | NZ                      | SWE                     | SWI                     | UK                      | Сертифікації          | Альбом               |
| ---------------------------------------------------------------------- | ---- | ----------------------- | ----------------------- | ----------------------- | ----------------------- | ----------------------- | ----------------------- | ----------------------- | ----------------------- | ----------------------- | ----------------------- | --------------------- | -------------------- |
| «Turn It Up» (з участю Lil' Flip)                                      | 2005 | 41                      | 31                      | 9                       | —                       | —                       | —                       | —                       | —                       | —                       | —                       | - RIAA: Золотий       | The Sound of Revenge |
| «Ridin'» (з участю Krayzie Bone)                                       | 2006 | 1                       | 7                       | 2                       | 24                      | —                       | 8                       | 2                       | 25                      | 19                      | 2                       | - RIAA: 4× Платиновий | The Sound of Revenge |
| «Grown and Sexy»                                                       | 2006 | —                       | —                       | —                       | —                       | —                       | —                       | 21                      | —                       | —                       | 35                      |                       | The Sound of Revenge |
| «Hip Hop Police»[A] (з участю Slick Rick)                              | 2007 | 101                     | 76                      | —                       | —                       | —                       | —                       | 34                      | 45                      | —                       | 50                      |                       | Ultimate Victory     |
| «The Bill Collecta»                                                    | 2007 | —                       | —                       | —                       | —                       | —                       | —                       | —                       | —                       | —                       | —                       |                       | Ultimate Victory     |
| «Industry Groupie»                                                     | 2007 | —                       | —                       | —                       | —                       | —                       | —                       | —                       | —                       | —                       | —                       |                       | Ultimate Victory     |
| «Creepin' (Solo)»[B] (з участю Ludacris)                               | 2009 | —                       | 101                     | —                       | —                       | —                       | —                       | —                       | —                       | —                       | —                       |                       | Неальбомні сингли    |
| «I'm So Gone (Patron)» (з участю Bobby V)                              | 2009 | —                       | —                       | —                       | —                       | —                       | —                       | —                       | —                       | —                       | —                       |                       | Неальбомні сингли    |
| «Good Morning»                                                         | 2009 | 40                      | —                       | —                       | —                       | 78                      | —                       | —                       | —                       | —                       | —                       |                       | Неальбомні сингли    |
| «The Main Event» (з участю Paul Wall, Slim Thug та Dorrough)           | 2010 | —                       | —                       | —                       | —                       | —                       | —                       | —                       | —                       | —                       | —                       |                       | Неальбомні сингли    |
| «This My World» (з участю Big K.R.I.T.)                                | 2011 | —                       | —                       | —                       | —                       | —                       | —                       | —                       | —                       | —                       | —                       |                       | Неальбомні сингли    |
| «Show Love» (з участю D.A)                                             | 2012 | —                       | —                       | —                       | —                       | —                       | —                       | —                       | —                       | —                       | —                       |                       | Неальбомні сингли    |
| «Don't Shoot»                                                          | 2013 | —                       | —                       | —                       | —                       | —                       | —                       | —                       | —                       | —                       | —                       |                       | Неальбомні сингли    |
| «Some Things Never Change»                                             | 2013 | —                       | —                       | —                       | —                       | —                       | —                       | —                       | —                       | —                       | —                       |                       | Неальбомні сингли    |
| «Go Getta»                                                             | 2014 | —                       | —                       | —                       | —                       | —                       | —                       | —                       | —                       | —                       | —                       |                       |                      |
| «—» означає, що запис не потрапив до чарту чи не був виданий у країні. |      |                         |                         |                         |                         |                         |                         |                         |                         |                         |                         |                       |                      |

### Інших виконавців
| Назва                                                                  | Рік  | Найвищі чартові позиції | Найвищі чартові позиції | Найвищі чартові позиції | Найвищі чартові позиції | Найвищі чартові позиції | Найвищі чартові позиції | Найвищі чартові позиції | Альбом                                     |
| Назва                                                                  | Рік  | US                      | US R&B                  | US Rap                  | GER                     | NZ                      | SWI                     | UK                      | Альбом                                     |
| ---------------------------------------------------------------------- | ---- | ----------------------- | ----------------------- | ----------------------- | ----------------------- | ----------------------- | ----------------------- | ----------------------- | ------------------------------------------ |
| «Get Up» (Ciara з участю Chamillionaire)                               | 2006 | 7                       | 10                      | —                       | 29                      | 5                       | 17                      | 189                     | Step Up (саундтрек) і Ciara: The Evolution |
| «That Girl» (Frankie J з участю Mannie Fresh та Chamillionaire)        | 2006 | 43                      | —                       | —                       | —                       | —                       | —                       | —                       | Priceless                                  |
| «Bet That» (Trick Daddy з участю Chamillionaire та GoldRu$h)           | 2006 | —                       | 66                      | —                       | —                       | —                       | —                       | —                       | Back by Thug Demand                        |
| «King Kong» (Jibbs з участю Chamillionaire)                            | 2006 | 54                      | 32                      | 18                      | —                       | —                       | —                       | —                       | Jibbs Featuring Jibbs                      |
| «Doe Boy Fresh» (Three 6 Mafia з участю Chamillionaire)                | 2007 | 54                      | 74                      | —                       | —                       | —                       | —                       | —                       | Неальбомний сингл                          |
| «—» означає, що запис не потрапив до чарту чи не був виданий у країні. |      |                         |                         |                         |                         |                         |                         |                         |                                            |

### Промо-сингли
| «Draped Up» (Remix) (Bun B з участю Lil' Keke, Slim Thug, Chamillionaire, Paul Wall, Mike Jones, Aztek, Lil' Flip та Z-Ro) | 2007 | —   | 45  | —  | Trill             |
| «Not a Criminal»[C] (з участю Келіс)                                                                                       | 2007 | 103 | 105 | 21 | Неальбомний сингл |
| «Make a Movie» (з участю Twista)                                                                                           | 2010 | —   | —   | —  | Неальбомний сингл |
| «When Ya On» (з участю Nipsey Hussle)                                                                                      | 2011 | —   | —   | —  | Неальбомний сингл |
| «Charlie Sheen» | 2011 | —   | —   | —  | Неальбомний сингл |
| «Passenger Seat» | 2011 | —   | —   | —  | Неальбомний сингл |
| «—» означає, що запис не потрапив до чарту чи не був виданий у країні.                                                     |      |     |     |    |                   |

## Гостьові появи
- 2002: «U See It» (Lil' Flip з участю Paul Wall та Chamillionaire)
- 2003: «Day 2 Day Grindin'» (Mike Jones з уч. Magno та Chamillionaire)
- 2003: «Oh No» (Trae з уч. Chamillionaire)
- 2003: «Playa Roll» (Lucky Luciano з уч. Paul Wall та Chamillionaire)
- 2005: «Call Me» (Play-N-Skillz з уч. Chamillionaire)
- 2005: «I Ain't Never Heard» (Turk з уч. Ke'Noe, S.S. та Chamillionaire)
- 2005: «I'm a Balla» (Play-N-Skillz з уч. Chamillionaire)
- 2006: «Ain't No Other Man» (Remix) (Christina Aguilera з уч. Chamillionaire)
- 2006: «Can I Take U Home» (Remix) (Jamie Foxx з уч. Chamillionaire)
- 2006: «Candy Paint» (DJ Khaled з уч. Slim Thug, Trina та Chamillionaire)
- 2006: «Do Our Thang» (Z-Ro з уч. Big Pokey та Chamillionaire)
- 2006: «It's Okay (One Blood)» (Remix) (The Game з уч. Jim Jones, Snoop Dogg, Nas, T.I., Fat Joe, Lil Wayne, N.O.R.E., Jadakiss, Styles P, Fabolous, Juelz Santana, Rick Ross, Twista, Kurupt, Daz Dillinger, WC, E-40, Bun B, Slim Thug, Young Dro, Clipse, Ja Rule та Chamillionaire)
- 2006: «Overstand Me» (Pimp C з уч. Trae та Chamillionaire)
- 2006: «Platinum Starz» (Scarface з уч. Lil' Flip, Bun B та Chamillionaire)
- 2006: «Pop the Trunk» (Papoose з уч. Yung Joc та Chamillionaire)
- 2006: «Ride with Us» (E.S.G. з уч. Bun B та Chamillionaire)
- 2006: «Roll with Me» (Balance з уч. Stat Quo та Chamillionaire)
- 2006: «Sleep» (2Pac з уч. Young Buck та Chamillionaire)
- 2007: «Bollywood to Hollywood (Immigration)» (Wyclef Jean з уч. Chamillionaire)
- 2007: «Come and Ride» (Young Sid з уч. Tyree та Chamillionaire)
- 2007: «Coming Home» (Big Hawk з уч. Devin the Dude, Trae та Chamillionaire)
- 2007: «Get Dirty» (R. Kelly з уч. Chamillionaire)
- 2007: «Get It Shawty» (Remix) (Lloyd з уч. Lil Wayne, Big Boi та Chamillionaire)
- 2007: «Here We Go» (Remix) (Stat Quo з уч. Chamillionaire)
- 2007: «Its Hard Not to Think About You» (Lil' O з уч. Chamillionaire)
- 2007: «Party Like a Rockstar» (Remix) (Shop Boyz з уч. Lil Wayne, Jim Jones та Chamillionaire)
- 2007: «Playa 4 Life» (Lil' Flip з уч. Chamillionaire)
- 2007: «Up Your Speed» (Remix) (Sway DeSafo з уч. Chamillionaire)
- 2008: «2 MPH» (Mistah F.A.B. з уч. Bun B, Paul Wall та Chamillionaire)
- 2008: «Ball with Me» (David Banner з уч. Chamillionaire)
- 2008: «Big Money, Big Cars» (Killer Mike з уч. Messy Marv та Chamillionaire)
- 2008: «Get It Big» (Remix) (Trap Starz Clik з уч. Chamillionaire)
- 2008: «How We Do It» (V-Zilla з уч. GT Garza та Chamillionaire)
- 2008: «Obama 08» (Bun B з уч. Cory Mo, Paul Wall, Trae та Chamillionaire)
- 2008: «Underground Thang» (Bun B з уч. Pimp C та Chamillionaire)
- 2009: «6 Million Ways» (Papoose з уч. Bun B та Chamillionaire)
- 2009: «Bounce» (Lisa Lopes з уч. Bone Crusher та Chamillionaire)
- 2009: «Club Go Crazy» (Mýa з уч. Chamillionaire)
- 2009: «Daze» (Remix) (J-Bar з уч. Roscoe Dash, Soulja Boy, Dorrough та Chamillionaire)
- 2009: «Don't Give Up» (Lil' O з уч. Slim Thug, Antoinette та Chamillionaire)
- 2009: «For the OG's» (Bone Thugs-n-Harmony з уч. Chamillionaire)
- 2009: «Leave Another Behind» (Mddl Fngz з уч. Paul Wall, Bun B та Chamillionaire)
- 2009: «Welcome 2 Houston» (Slim Thug з уч. Paul Wall, Mike Jones, UGK, Lil' Keke, Z-Ro, Trae, Rob G, Lil' O, Big Pokey, Mike D, Yung Redd та Chamillionaire)
- 2009: «What Up» (Ca$his з уч. Chamillionaire та Carlito Rossi)
- 2010: «50 in My Pinky» (Lil' Flip з уч. Gudda Gudda та Chamillionaire)
- 2010: «Diamonds Exposed» (Lil' Keke з уч. Paul Wall та Chamillionaire)
- 2010: «Get Off Me» (Remix) (Marcus Manchild з уч. Bun B, Slim Thug, Paul Wall, Kirko Bangz та Chamillionaire)
- 2010: «Love 2 Ball» (Pimp C з уч. Chamillionaire)
- 2010: «Round Here» (Paul Wall з уч. Chamillionaire)
- 2011: «Breakthrough» (Rockie Fresh з уч. Chamillionaire)
- 2011: «Houston» (Slim Thug з уч. Paul Wall та Chamillionaire)
- 2011: «In da Wind» (Lil' O з уч. Killa Kyleon та Chamillionaire)
- 2011: «My Hood» (Layzie Bone з уч. Tha Bizniz та Chamillionaire)
- 2011: «One Way» (Outlawz з уч. Chamillionaire)
- 2011: «The Way You Are» (Remix) (Darey з уч. Chamillionaire)
- 2011: «Time Machine» (Big K.R.I.T. з уч. Chamillionaire)
- 2011: «We Will Rock You» (Ron Artest з уч. Paul Wall, Joe Smith, Moniece та Chamillionaire)
- 2012: «Anywhere But Here» (Killer Mike з уч. Emily Panic та Chamillionaire)
- 2012: «Cat Daddy» (Remix) (The Rej3ctz з уч. Tyga, Mann, Dorrough та Chamillionaire)
- 2012: «Keep Pushing» (Saigon з уч. Chamillionaire)
- 2012: «Mayday» (Krizz Kaliko з уч. Rittz та Chamillionaire)
- 2012: «Money» (40 Glocc з уч. Paul Wall, OJ da Juiceman та Chamillionaire)
- 2012: «No Mercy» (Marcus Manchild з уч. Chamillionaire)
- 2012: «No Room in Hell» (Sam B з уч. Chamillionaire)
- 2012: «Po Pimp» (Rap-a-Lot Records з уч. Hurricane Chris, Gator Mane та Chamillionaire)
- 2012: «Throw It» (J-Bar з уч. Chamillionaire)
- 2013: «Don't Piss Me Off» (Mac Lethal з уч. Chamillionaire)
- 2013: «Love It» (Slim Thug з уч. Paul Wall та Chamillionaire)
- 2013: «Nothing You Can Do» (M.I x Tyler Keyes з уч. Corbett та Chamillionaire)
- 2013: «Swangin» (Remix) (Stalley з уч. Lil Keke, Trae, Bun B, E.S.G. та Chamillionaire)
- 2014: «All on Me» (Chalie Boy з уч. Duce D та Chamillionaire)
- 2015: «Diamonds Expose» (Lil Keke з уч. Chamillionaire)
- 2015: «Still Breaking Boys» (Lil Keke з уч. Chamillionaire, Z-Ro та E.S.G.)
- 2015: «Sweet Dreams» (BeatKing з уч. Chamillionaire)
- 2015: «The Money» (Dorrough Music з уч. Chamillionaire)

## Відеокліпи

### Власні
| Рік  | Назва                                   | Режисер       | Альбом               |
| ---- | --------------------------------------- | ------------- | -------------------- |
| 2005 | «Turn It Up» (з участю Lil' Flip)       |               | The Sound of Revenge |
| 2006 | «Ridin'» (з участю Krayzie Bone)        |               | The Sound of Revenge |
| 2006 | «Grown and Sexy»                        |               | The Sound of Revenge |
| 2007 | «Hip Hop Police» (з участю Slick Rick)  |               | Ultimate Victory     |
| 2007 | «The Evening News»                      |               | Ultimate Victory     |
| 2009 | «Good Morning»                          |               |                      |
| 2011 | «This My World» (з участю Big K.R.I.T.) | G Films       |                      |
| 2012 | «Show Love» (з участю D.A.)             | Bowser        |                      |
| 2013 | «Overnight»                             | Джейкоб Овенс | Elevate              |

### Інших виконавців
| Рік  | Назва                                                 | Виконавці     | Альбом                |
| ---- | ----------------------------------------------------- | ------------- | --------------------- |
| 2006 | «Get Up» (з участю Chamillionaire)                    | Ciara         | Ciara: The Evolution  |
| 2006 | «That Girl» (з участю Chamillionaire та Mannie Fresh) | Frankie J     | Priceless             |
| 2006 | «Bet That» (з участю Chamillionaire та Goldrush)      | Trick Daddy   | Back by Thug Demand   |
| 2006 | «King Kong» (з участю Chamillionaire)                 | Jibbs         | Jibbs Featuring Jibbs |
| 2007 | «Doe Boy Fresh» (з участю Chamillionaire)             | Three 6 Mafia |                       |
| 2012 | «No Room in Hell» (з участю Chamillionaire)           | Sam B         | Dead Island: Riptide  |